# Carbonara Scrivia
Carbonara Scrivia és un municipi situat al territori de la província d'Alessandria, a la regió del Piemont, (Itàlia).
Carbonara Scrivia limita amb els municipis de Spineto Scrivia, Tortona i Villaromagnano.